# Grenze zwischen Bulgarien und Rumänien

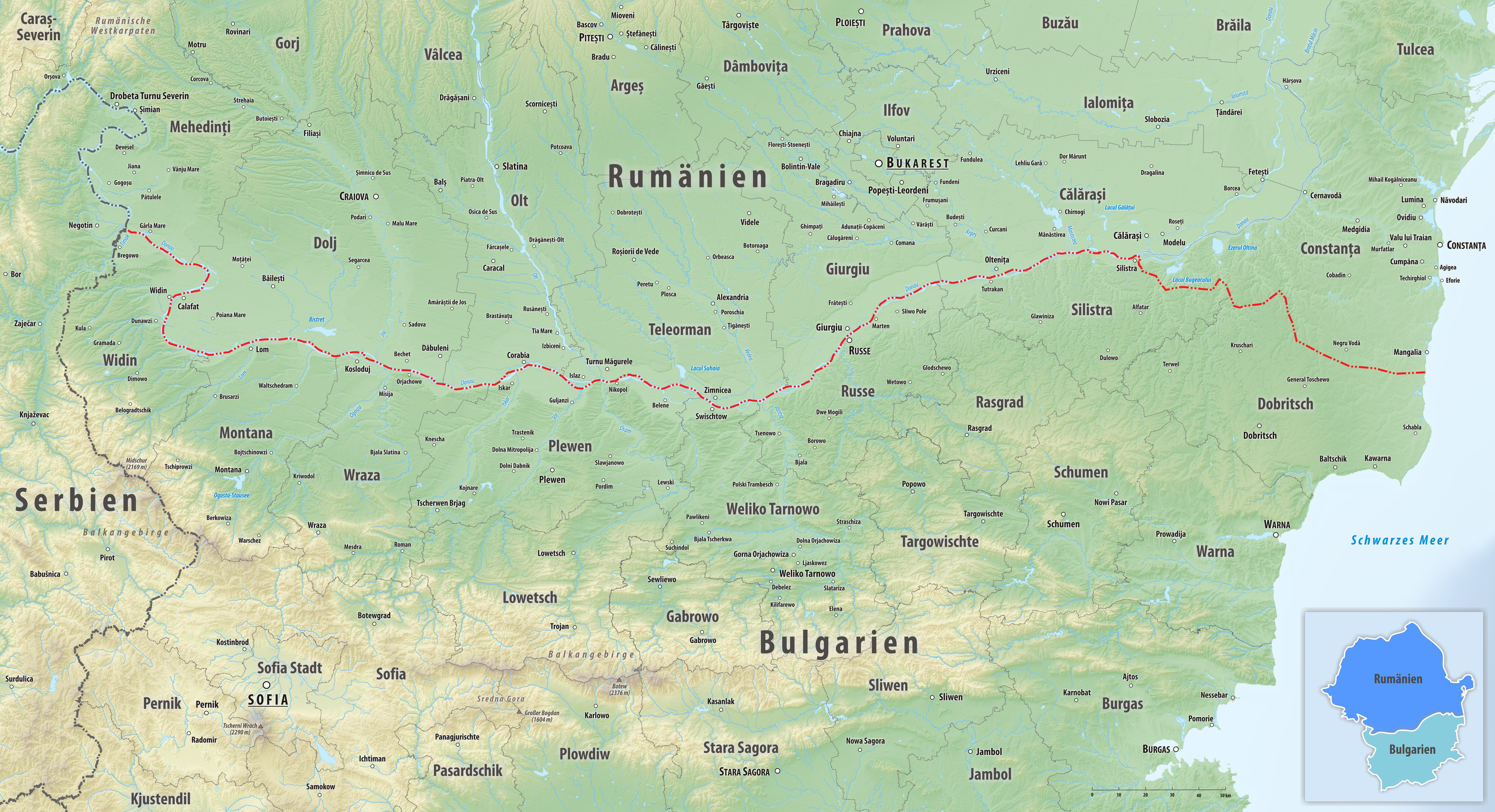
Grenzverlauf zwischen Bulgarien und Rumänien

Die Grenze zwischen der Republik Bulgarien und der Republik Rumänien ist eine 605 km lange Land- und Gewässergrenze in Europa. 

## Verlauf
Der Grenzverlauf wurde zuletzt durch den Vertrag von Craiova 1940 geändert. Der bedeutendste Grenzfluss ist die Donau, die Rumänien nach Süden gegen Bulgarien (608 km ≙ 75 % der Grenze zwischen Bulgarien und Rumänien) und nach Südwesten gegenüber Serbien abgrenzt. Zwischen der Donau und dem Schwarzen Meer wurde die Grenze erstmals durch den Berliner Vertrag 1878 festgelegt. Damit kam die Süddobrudscha zu Bulgarien, die Norddobrudscha zu Rumänien. Rumänien annektierte 1913 die Süddobrudscha und erhielt sie 1919 im Vertrag von Neuilly-sur-Seine zugesprochen. 1940 kam sie mit dem Vertrag von Craiova wieder an Bulgarien, bei dem sie seither verblieb.

## Gemeinden an der Staatsgrenze (von Ost nach West)

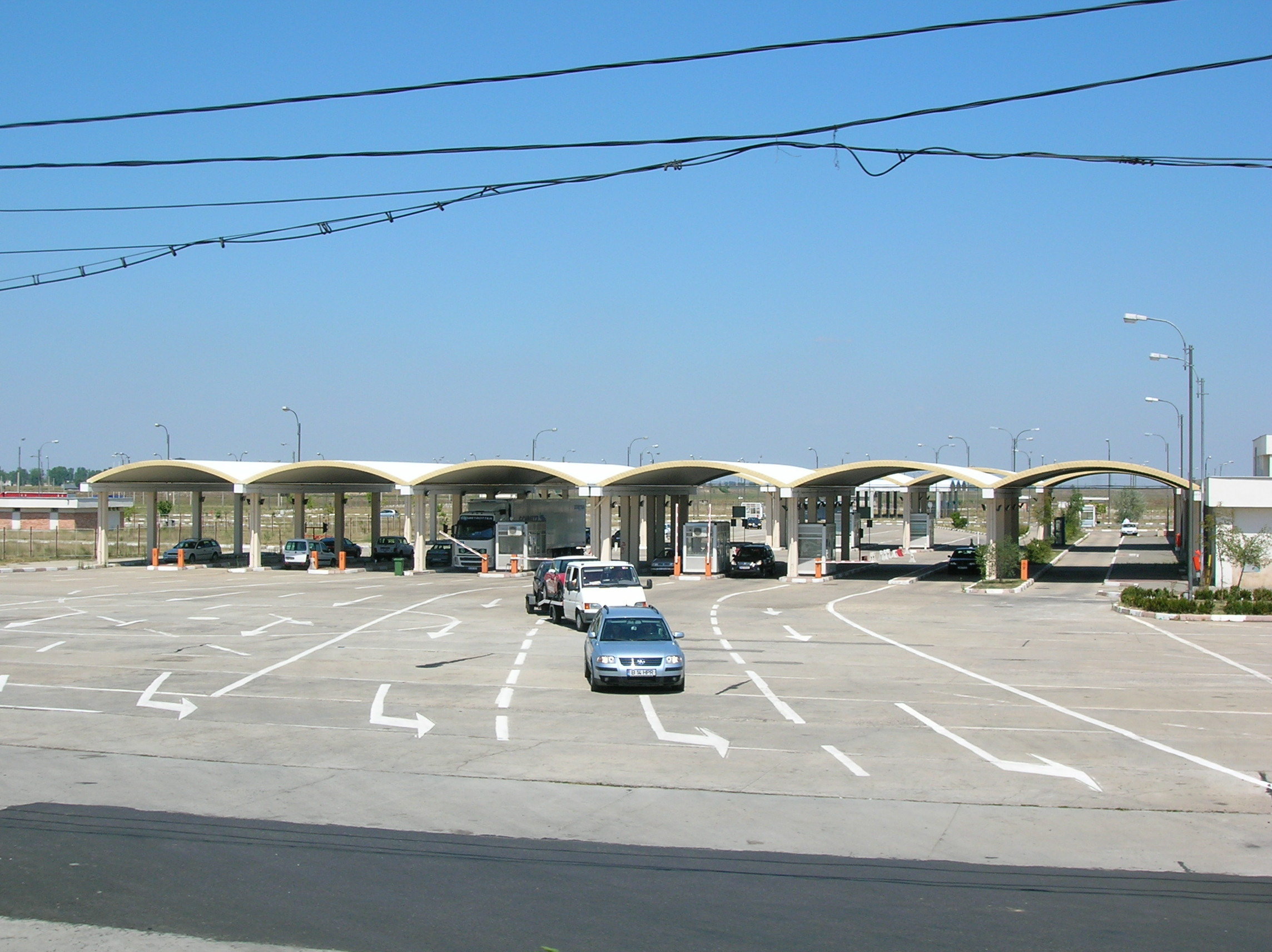
Grenzübergang in Giurgiu

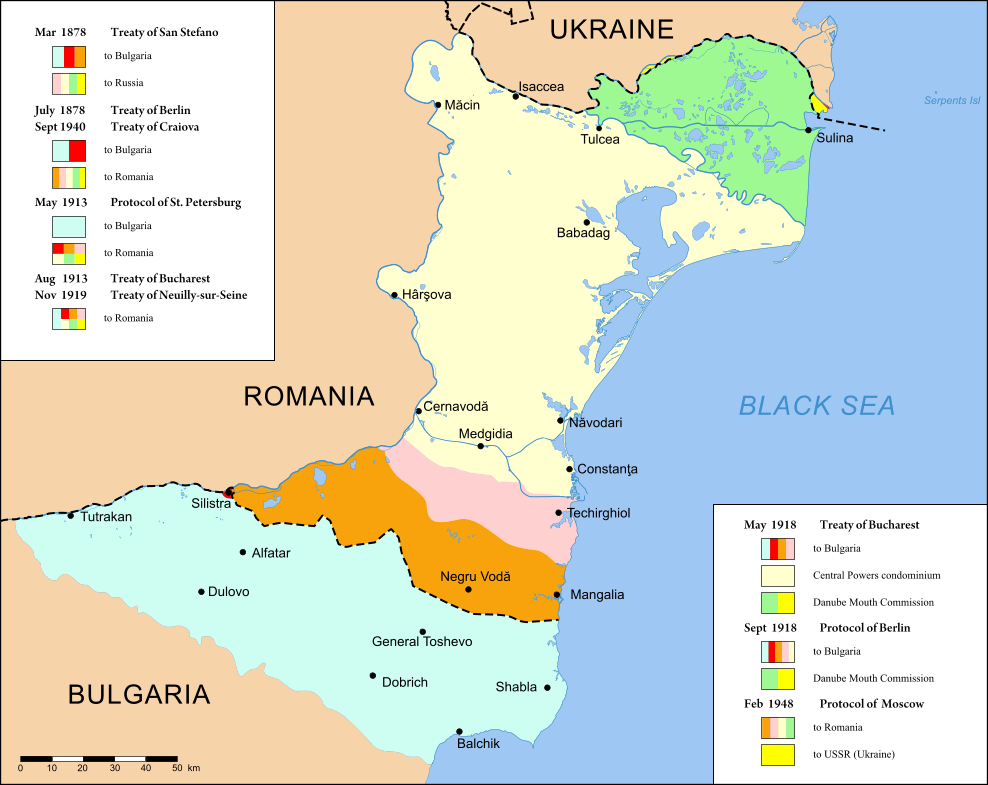
Historische Grenzverläufe in der Dobrudscha

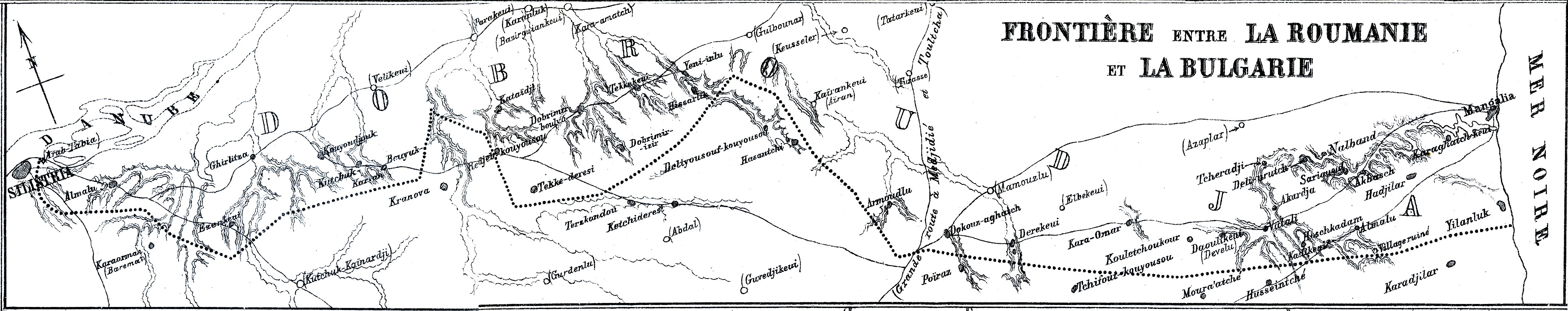
Grenzfestlegung 1878

| B U L G A R I E N | B U L G A R I E N | B U L G A R I E N |                  | R U M Ä N I E N | R U M Ä N I E N | R U M Ä N I E N |
| Oblast            | Gemeinde          | Grenz- übertritt  | Grenz- übertritt | Gemeinde        | Kreis           |                 |
| ----------------- | ----------------- | ----------------- | ---------------- | --------------- | --------------- | --------------- |
| Serbien           |                   |                   |                  |                 |                 |                 |
| Widin             | Bregowo           |                   | D o n a u        |                 | Pristol         | Mehedinți       |
| Widin             | Bregowo           | Gârla Mare        | D o n a u        |                 |                 | Mehedinți       |
| Widin             | Nowo Selo         |                   | D o n a u        |                 |                 | Mehedinți       |
| Widin             | Vrata             |                   | D o n a u        |                 |                 | Mehedinți       |
| Widin             | Salcia            |                   | D o n a u        |                 |                 | Mehedinți       |
| Widin             | Widin             |                   | D o n a u        |                 |                 | Mehedinți       |
| Widin             |                   | Cetate            | D o n a u        | Dolj            |                 |                 |
| Widin             | Maglavit          |                   | D o n a u        | Dolj            |                 |                 |
| Widin             | Calafat           |                   | D o n a u        | Dolj            |                 |                 |
| Widin             | Ciupercenii Noi   |                   | D o n a u        | Dolj            |                 |                 |
| Widin             | Dimowo            |                   | D o n a u        | Dolj            |                 |                 |
| Widin             | Desa              |                   | D o n a u        | Dolj            |                 |                 |
| Montana           | Lom               |                   | D o n a u        | Dolj            |                 |                 |
| Montana           | Lom               | Poiana Mare       | D o n a u        | Dolj            |                 |                 |
| Montana           | Lom               | Piscu Vechi       | D o n a u        | Dolj            |                 |                 |
| Montana           | Lom               | Ghidici           | D o n a u        | Dolj            |                 |                 |
| Montana           | Lom               | Rast              | D o n a u        | Dolj            |                 |                 |
| Montana           | Lom               | Negoi             | D o n a u        | Dolj            |                 |                 |
| Montana           | Lom               | Catane            | D o n a u        | Dolj            |                 |                 |
| Montana           | Lom               | Bistreț           | D o n a u        | Dolj            |                 |                 |
| Montana           | Waltschedram      |                   | D o n a u        | Dolj            |                 |                 |
| Montana           | Cârna             |                   | D o n a u        | Dolj            |                 |                 |
| Wraza             | Kosloduj          |                   | D o n a u        | Dolj            |                 |                 |
| Wraza             | Kosloduj          | Măceșu de Sus     | D o n a u        | Dolj            |                 |                 |
| Wraza             | Kosloduj          | Gighera           | D o n a u        | Dolj            |                 |                 |
| Wraza             | Kosloduj          | Ostroveni         | D o n a u        | Dolj            |                 |                 |
| Wraza             | Mesdra            |                   | D o n a u        | Dolj            |                 |                 |
| Wraza             | Orjachowo         |                   | D o n a u        | Dolj            |                 |                 |
| Wraza             | Bechet            |                   | D o n a u        | Dolj            |                 |                 |
| Wraza             | Călărași          |                   | D o n a u        | Dolj            |                 |                 |
| Wraza             | Dăbuleni          |                   | D o n a u        | Dolj            |                 |                 |
| Wraza             |                   | Ianca             | D o n a u        | Olt             |                 |                 |
| Wraza             | Grojdibodu        |                   | D o n a u        | Olt             |                 |                 |
| Wraza             | Gura Padinii      |                   | D o n a u        | Olt             |                 |                 |
| Plewen            | Dolna Mitropolija |                   | D o n a u        | Olt             |                 |                 |
| Plewen            | Dolna Mitropolija | Orlea             | D o n a u        | Olt             |                 |                 |
| Plewen            | Dolna Mitropolija | Corabia           | D o n a u        | Olt             |                 |                 |
| Plewen            | Guljanzi          |                   | D o n a u        | Olt             |                 |                 |
| Plewen            | Gârcov            |                   | D o n a u        | Olt             |                 |                 |
| Plewen            |                   | Islaz             | D o n a u        | Teleorman       |                 |                 |
| Plewen            | Nikopol           | Islaz             | D o n a u        | Teleorman       |                 |                 |
| Plewen            | Turnu Măgurele    |                   | D o n a u        | Teleorman       |                 |                 |
| Plewen            | Ciuperceni        |                   | D o n a u        | Teleorman       |                 |                 |
| Plewen            | Traian            |                   | D o n a u        | Teleorman       |                 |                 |
| Plewen            | Seaca             |                   | D o n a u        | Teleorman       |                 |                 |
| Plewen            | Belene            |                   | D o n a u        | Teleorman       |                 |                 |
| Plewen            | Lisa              |                   | D o n a u        | Teleorman       |                 |                 |
| Plewen            | Suhaia            |                   | D o n a u        | Teleorman       |                 |                 |
| Plewen            | Fântânele         |                   | D o n a u        | Teleorman       |                 |                 |
| Plewen            | Zimnicea          |                   | D o n a u        | Teleorman       |                 |                 |
| Weliko Tarnowo    | Swischtow         |                   | D o n a u        | Teleorman       |                 |                 |
| Weliko Tarnowo    | Swischtow         | Năsturelu         | D o n a u        | Teleorman       |                 |                 |
| Weliko Tarnowo    | Swischtow         | Pietroșani        | D o n a u        | Teleorman       |                 |                 |
| Russe             | Zenowo            |                   | D o n a u        | Teleorman       |                 |                 |
| Russe             | Borowo            |                   | D o n a u        | Teleorman       |                 |                 |
| Russe             |                   | Găujani           | D o n a u        | Giurgiu         |                 |                 |
| Russe             | Ivanovo           | Găujani           | D o n a u        | Giurgiu         |                 |                 |
| Russe             | Vedea             |                   | D o n a u        | Giurgiu         |                 |                 |
| Russe             | Malu              |                   | D o n a u        | Giurgiu         |                 |                 |
| Russe             | Russe             |                   | D o n a u        | Giurgiu         |                 |                 |
| Russe             | Slobozia          |                   | D o n a u        | Giurgiu         |                 |                 |
| Russe             | Giurgiu           |                   | D o n a u        | Giurgiu         |                 |                 |
| Russe             | Oinacu            |                   | D o n a u        | Giurgiu         |                 |                 |
| Russe             | Gostinu           |                   | D o n a u        | Giurgiu         |                 |                 |
| Russe             | Sliwo Pole        |                   | D o n a u        | Giurgiu         |                 |                 |
| Russe             | Prundu            |                   | D o n a u        | Giurgiu         |                 |                 |
| Silistra          | Tutrakan          |                   | D o n a u        | Giurgiu         |                 |                 |
| Silistra          | Tutrakan          |                   | D o n a u        | Chirnogi        | Călărași        |                 |
| Silistra          | Tutrakan          | Oltenița          | D o n a u        |                 | Călărași        |                 |
| Silistra          | Glawiniza         |                   | D o n a u        |                 | Călărași        |                 |
| Silistra          | Spanțov           |                   | D o n a u        |                 | Călărași        |                 |
| Silistra          | Chiselet          |                   | D o n a u        |                 | Călărași        |                 |
| Silistra          | Mânăstirea        |                   | D o n a u        |                 | Călărași        |                 |
| Silistra          | Dorobanțu         |                   | D o n a u        |                 | Călărași        |                 |
| Silistra          | Silistra          |                   | D o n a u        |                 | Călărași        |                 |
| Silistra          | Ciocănești        |                   | D o n a u        |                 | Călărași        |                 |
| Silistra          | Cuza Vodă         |                   | D o n a u        |                 | Călărași        |                 |
| Silistra          |                   |                   | Ostrov           | Constanța       |                 |                 |
| Silistra          | Kaynardzha        |                   | Ostrov           | Constanța       |                 |                 |
| Silistra          | Lipnița           |                   |                  | Constanța       |                 |                 |
| Silistra          | Băneasa           |                   |                  | Constanța       |                 |                 |
| Dobritsch         | Kruschari         |                   |                  | Constanța       |                 |                 |
| Dobritsch         | Kruschari         | Dobromir          |                  | Constanța       |                 |                 |
| Dobritsch         | General Toschewo  |                   |                  | Constanța       |                 |                 |
| Dobritsch         | Deleni            |                   |                  | Constanța       |                 |                 |
| Dobritsch         | Dumbrăveni        |                   |                  | Constanța       |                 |                 |
| Dobritsch         | Cerchezu          |                   |                  | Constanța       |                 |                 |
| Dobritsch         | Negru Vodă        |                   |                  | Constanța       |                 |                 |
| Dobritsch         | Albești           |                   |                  | Constanța       |                 |                 |
| Dobritsch         | Schabla           |                   |                  | Constanța       |                 |                 |
| Dobritsch         | Limanu            |                   |                  | Constanța       |                 |                 |
| Schwarzes Meer    |                   |                   |                  |                 |                 |                 |

## Grenzübergänge
Wichtige Grenzübergänge sind
- RO: Bechet ↔ BG: Orjachowo (⊙)
- RO: Călărași ↔ BG: Silistra (⊙)
- RO: Corabia ↔ BG: Dolna Mitropolija (⊙)
- Giurgiu-Russe-Freundschaftsbrücke; RO: Giurgiu ↔ BG: Russe; Flusskilometer 488,70 (⊙)
- Donaubrücke 2; RO: Calafat ↔ BG: Widin (⊙)
- Grenzübergang Durankulak-Vama Veche; BG: Durankulak ↔ RO: Vama Veche (⊙)
- RO: Negru Vodӑ ↔ BG: Jowkowo (Kardam (Oblast Dobritsch))
- RO: Oltenița ↔ BG: Tutrakan (⊙)
- RO: Turnu Măgurele ↔ BG: Nikopol (⊙)
- RO: Zimnicea ↔ BG: Swischtow (⊙)

Des Weiteren befinden sich Staatsgrenzen für ankommende und abgehende internationale Flüge
- in Bulgarien
  - Flughafen Sofia (bulgarisch Летище София)
  - Flughafen Warna (bulg. Летище Варна, Letishte Varna)
- in Rumänien
  - Flughafen Bacău (Aeroportul Internațional „George Enescu“ Bacău)
  - Flughafen Bukarest-Băneasa (Aeroportul Internațional București Băneasa – Aurel Vlaicu)
  - Flughafen Constanța Mihail Kogălniceanu (Aeroportul Internațional „Mihail Kogălniceanu“ Constanța)
  - Flughafen Iași (Aeroportul Internațional Iași)
  - Flughafen Bukarest Henri Coandă (Aeroportul Internațional Henri Coandă București)
  - Flughafen Sibiu (Aeroportul International Sibiu)